# Пумарус
Пумару́с (фр. Poumarous, окс. Pomarós) — коммуна во Франции, находится в регионе Юг — Пиренеи. Департамент — Верхние Пиренеи. Входит в состав кантона Турне. Округ коммуны — Тарб.
Код INSEE коммуны — 65367.

## География
Коммуна расположена приблизительно в 660 км к югу от Парижа, в 115 км юго-западнее Тулузы, в 15 км к юго-востоку от Тарба.
На западе коммуны протекает река Аррет.

## Климат
Климат умеренно-океанический с солнечной тёплой погодой и обильными осадками на протяжении практически всего года.

## Население
Население коммуны на 2010 год составляло 133 человека.
| 1962 | 1968 | 1975 | 1982 | 1990 | 1999 | 2010 |
| ---- | ---- | ---- | ---- | ---- | ---- | ---- |
| 150  | 133  | 114  | 112  | 106  | 119  | 133  |

## Администрация
| Период | Период | Фамилия        | Партия       | Примечания |
| ------ | ------ | -------------- | ------------ | ---------- |
| 2001   | 2014   | Андре Фуркад   |              |            |
| 2014   | 2020   | Реми Лезольнье | беспартийный |            |

## Экономика
В 2010 году среди 86 человек трудоспособного возраста (15-64 лет) 72 были экономически активными, 14 — неактивными (показатель активности — 83,7 %, в 1999 году было 79,7 %). Из 72 активных жителей работали 64 человека (34 мужчины и 30 женщин), безработных было 8 (3 мужчин и 5 женщин). Среди 14 неактивных 1 человек был учеником или студентом, 10 — пенсионерами, 3 были неактивными по другим причинам.

## Фотогалерея

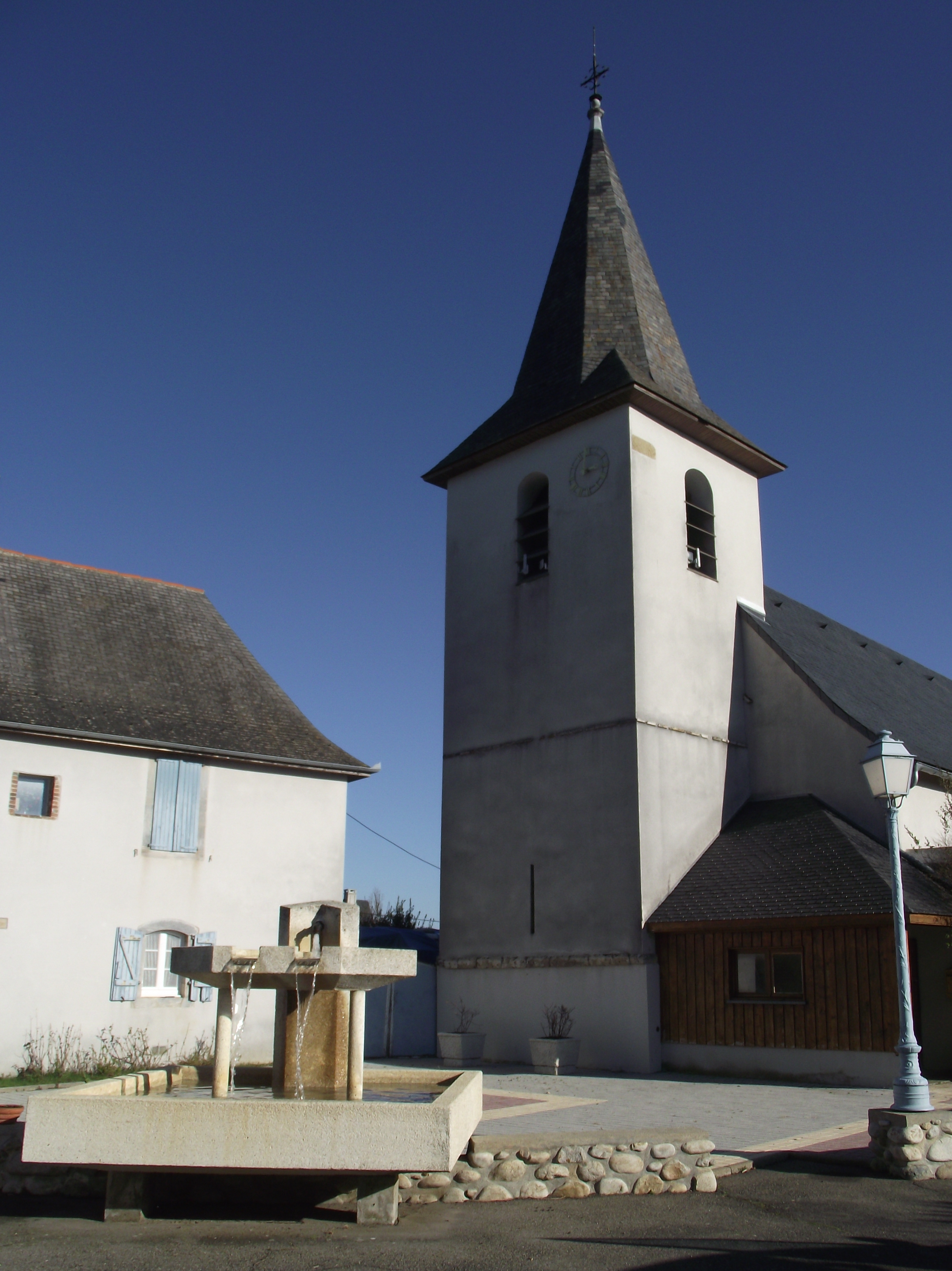
Церковь
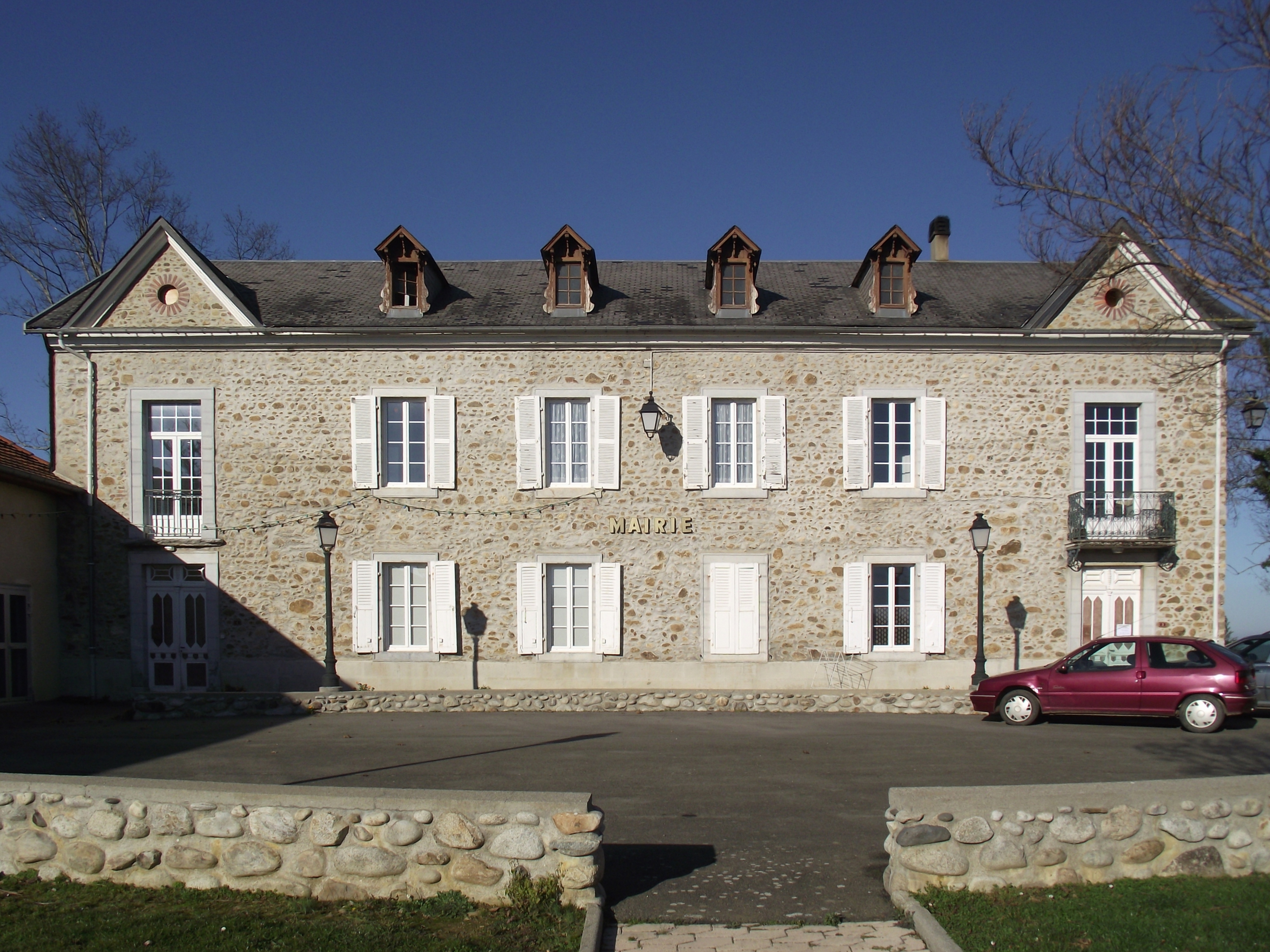
Мэрия
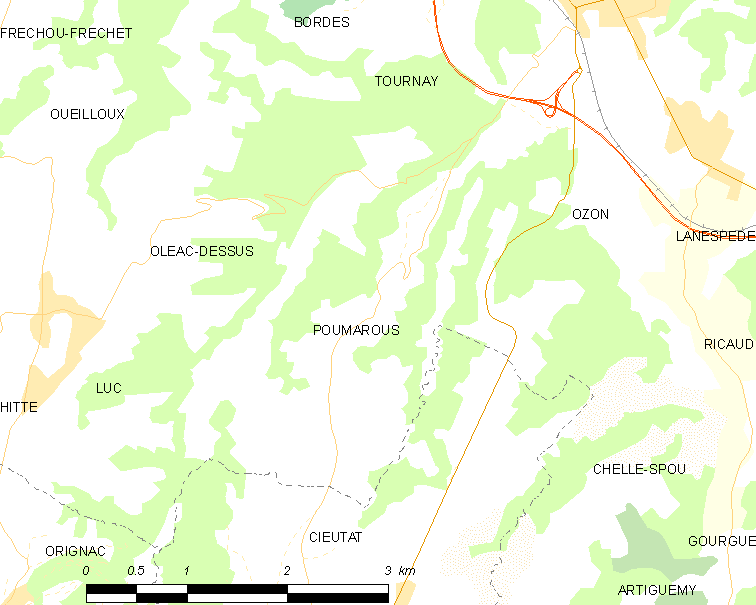
Карта коммуны